# Highgrove House
Highgrove House é um palácio rural e a residência familiar do Rei Carlos III e da Rainha Camila do Reino Unido. Encontra-se a sudoeste de Tetbury em Gloucestershire, Inglaterra. Construída no final do século XVIII, Highgrove e seu terreno pertenceram a várias famílias até que foi comprada em 1980 pelo Ducado da Cornualha. O então Príncipe Carlos remodelou a casa georgiana com adições neoclássicas em 1987. O ducado administra a propriedade e a Duchy Home Farm.
Os jardins de Highgrove estão abertos ao público desde 1996. Os jardins da casa do final do século XVIII estavam cobertos de vegetação e abandonados quando Carlos se mudou, mas desde então floresceram e agora incluem árvores raras, flores e sementes de herança. As atuais técnicas de jardinagem orgânica permitiram que os jardins servissem também como habitat sustentável para pássaros e animais selvagens. Os jardins foram desenhados por Carlos com ajuda de jardineiros conceituados como Rosemary Verey e a naturalista Miriam Rothschild.
Os jardins recebem mais de 30.000 visitantes por ano. A casa e os jardins são geridos de acordo com os princípios ambientais do Príncipe de Gales e têm sido objeto de vários livros e programas de televisão. O Príncipe de Gales frequentemente organiza eventos de caridade em sua residência.

## História
O Baronete Crawley-Boevey, denominado “de Highgrove no Condado de Gloucester”, foi criado em 22 de janeiro de 1784. A família Crawley-Boevey havia herdado Flaxley Abbey em 1727, que foi sua sede até o ano de 1960. A Highgrove House foi construída entre 1796 até 1798 por John Paul Paul e acredita-se ter sido projetada pelo arquiteto Anthony Keck, mas a propriedade chegou à família Crawley-Boevey através do casamento de Josiah Paul Tippetts com Mary Clark, cujo pai era o escudeiro local, em 1771. A residência pertenceu aos descendentes de Josiah até 1860. Em 1850, a sua neta, Mary Elizabeth Paul morreu depois que seu vestido pegou fogo durante uma festa realizada por seu irmão no salão de baile. A casa foi vendida novamente em 1864 para um advogado, William Yatman, que foi descrito como um dos “principais preservadores de raposas” em uma discussão sobre os cães do Duque de Beaufort em 1872. Yatman reconstruiu a torre medieval da igreja de Tetbury em homenagem ao seu filho, e pagou pela reforma dos sinos da igreja em 1891. Yatman deixou Highgrove após um incêndio em 1893 que destruiu grande parte do interior da casa. A casa foi reconstruída por Arthur Mitchell, cujo filho, o tenente-coronel Francis Mitchell, comandante dos Royal Gloucestershire Hussars, morava na vizinha Doughton Manor. Os Mitchells venderam a Highgrove House após a Segunda Guerra Mundial para o tenente-coronel Gwyn Morgan.
A propriedade havia sido comprada pela família Macmillan em 1957 e foi colocada à venda pelo político conservador e empresário Maurice Macmillan, filho do ex-primeiro ministro Harold Macmillan, em 1980. Ele vendeu Highgrove para que pudesse passar mais tempo em Birch Grove, a casa de seu pai em Sussex. Na época de sua venda, Highgrove foi descrita como uma “distinta casa georgiana situada em um parque soberbo na caça do duque de Beaufort” e possuindo 347 acres, nove quartos e seis banheiros.
Em agosto de 1980, a propriedade Highgrove foi comprada pelo Ducado da Cornualha com fundos que foram arrecadados pela venda de três propriedade do ducado, incluindo parte da vila de Daglingworth. O príncipe Carlos, Duque da Cornualha desde 1952, foi nomeado inquilino vitalício de Highgrove pelo ducado. Após a sua compra, foram feitos os reparos essenciais, o interior foi despojado e os quartos foram pintados de branco em preparação para a sua decoração. A piscina de Highgrove foi dada ao Príncipe de Gales e Lady Diana Spencer como presente de casamento pelo Exército Britânico.
O Príncipe de Gales havia ocupado Chevening em Kent, uma casa que havia sido deixada para ele pelo 7º Conde de Stanhope em 1967, mas ele achou a viagem de Chevening ao Palácio de Buckingham inconveniente como resultado do congestionamento no sul de Londres, e também por estar longe do País de Gales e do Ducado da Cornualha. A propriedade também era administrada por um conselho de curadores, nomeados pelo governo, o que era visto como uma desvantagem para quaisquer mudanças futuras que Carlos desejasse fazer. Como reformas recentes haviam sido feitas em Chevening antes da ocupação do príncipe, a compra de Highgrove foi criticada pelo deputado trabalhista Reg Race, que disse que era “ultrajante que o benefício de segurança para milhões de pessoas estivesse sendo gasto”. Um porta-voz do ducado respondeu que “é coincidência que esta propriedade tenha uma casa adequada para o Príncipe de Gales. A Família Real tem poucas residências e o príncipe só tem um conjunto de quartos no Palácio de Buckingham e no Castelo de Windsor que pode usar, quando você tem 31 anos, você quer um lugar só seu”.
O príncipe Carlos havia examinado várias propriedades em diferentes condados antes do Ducado da Cornualha comprar Highgrove, ele havia rejeitado casas em Stoke Climsland na Cornualha e Orchardleigh em Somerset. Ele foi atraído por Gloucestershire por ser equidistante entre Londres e a Cornualha e por conhecer a localidade ao redor de Badminton desde sua infância, participando da Caça do Duque de Beaufort.
As propriedades locais do ducado foram expandidas após a compra de Highgrove, com a adição da Broadfield Farm, uma fazenda de 420 acres no lado oposto de Tetbury e outras propriedades para um total de 1.112 acres em 1993.
Em 1981, a modelista Rosalind Hudson criou uma maquete de Highgrove House como presente de casamento para o Príncipe e a Princesa de Gales. Hudson mais tarde alterou o modelo com as reformas de Highgrove.
Highgrove foi inicialmente ocupada nos fins de semana pelo Príncipe e a Princesa de Gales após o seu casamento em 1981, e seus dois filhos, o príncipe Guilherme e o príncipe Henrique de Gales, passaram grande parte de suas infâncias na casa. Em 2015, o príncipe Carlos restaurou a casa na árvore de seus filhos para que o seus netos, o príncipe Jorge e a então recém-nascida princesa Carlota, pudessem brincar, hoje o parque infantil privado também é utilizado pelo príncipe Luís de Cambridge.

## Localização
Highgrove House fica em Doughton, perto de Tetbury, no condado de Gloucestershire, no sudoeste da Inglaterra. Gatcombe Park, a residência de campo da irmã do Príncipe de Gales, Ana, Princesa Real, fica a apenas 10 quilômetros de distância. Além disso, o primo de Carlos, o príncipe Miguel de Kent, comprou a Nether Lypiatt Manor, nas proximidades, logo após o ducado comprar Highgrove House, mas a vendeu em 2006.
Como residência de campo do herdeiro do trono britânico, Highgrove House é bem protegida pela segurança. A casa é um dos vários locais designados proscritos sob a Lei do Crime Organizado Grave e da Polícia de 2005 que são protegidos por lei contra transgressão criminosa, um alto muro de pedra circunda a propriedade e, em 1983, o ducado e o chefe de polícia de Gloucestershire apoiaram a mudança, por razões de segurança, de dois caminhos públicos que passavam perto da casa. Várias pessoas foram presas perto de Highgrove desde a ocupação do Príncipe de Gales, incluindo dois jornalistas franceses e um fotógrafo do The Sun. Uma zona de exclusão aérea de 1,5 milhas náuticas para aeronaves civis e ultraleves foi imposta sobre Highgrove em 1991.

## Estilo
Highgrove House foi construída entre 1796 e 1798, acredita-se que foi projetada pelo arquiteto Anthony Keck. A casa é um edifício retangular de três andares, feita de blocos de silhar, com telhado de pedra e ardósia. O exterior da casa apresenta decorações neoclássicas. Em sua listagem de 1985 sobre a residência, a English Heritage descreveu seu projeto como “bloco principal, retangular de cinco vãos por três e de 3 andares. Pilastras nos andares superiores, cornija e parapeito. A frente do jardim (sudoeste) de 5 vãos com um vão central inclinado de dois andares. Meados de C19. Caixilharia de 12 vidraças. Caixilharia a sudeste inserida em reentrâncias em arco”. A casa tem quatro salas de recepção, nove quartos principais, uma ala infantil e quartos de funcionários.
Em 1893, um incêndio causou graves danos à casa, e foi reconstruída para a sua aparência anterior em 1894 pelo arquiteto de Bristol, John Hart. O fogo destruiu o interior e danificou a fachada oeste, onde uma janela desabou sobre o terraço, derrubando a parede acima. Uma varanda foi adicionada à frente sudoeste em 1894. Uma ala de escritórios a noroeste da casa foi demolida em 1966.
A pedido do Príncipe de Gales, o artista de Felix Kelly criou uma impressão artística de Highgrove remodelada com adições neoclássicas. Kelly já havia pintado uma visão de Henbury Hall em Henbury, Cheshire, com base na Villa Rotonda de Andrea Palladio. A arte de Kelly formou a base para a construção de Henbury Hall, e uma pintura semelhante de Highgrove posteriormente formou a base para a remodelação da casa em dezembro de 1987, realizada pelo arquiteto Peter Falconer. A remodelação viu o exterior embelezado com uma nova balaústra, frontão e pilastras clássicas. Um novo anexo com andar de funcionários também foi adicionado. As adições foram elogiadas pelo Grupo Georgiano.
Outros edifícios construídos pelo Príncipe de Gales em Highgrove incluem pavilhões de colmeias e um pátio de carne projetado por Willie Bertram, construído em pedra tradicional de Cotswolds. Quatro casas geminadas apelidadas de ‘as casas do conselho’ pelo príncipe Carlos também foram renovadas.
Highgrove House recebeu o status de lista de Grau II em março de 1985. Além da casa principal, a Coach House a noroeste, e a Lodge and Gate Piers a leste, também receberam status de lista de Grau II.
Após o casamento do príncipe Carlos e Lady Diana em 1981, os quartos de Highgrove foram decorados por Dudley Poplak, que considerou o pedido como “a tarefa mais importante que já tive”. Obituário de Poplak no The Times descreveu suas decorações para a residência como “ele criou um clima suave e relaxado, sem voos de fantasia além do estranho experimento com texturas interessantes”. Poplak também decorou os apartamentos do Príncipe e da Princesa de Gales no Palácio de Kensington, mas foi substituída pela decoração de Robert Kime a pedido da Duquesa da Cornualha. Em 2003, Kime decorou os quartos na residência oficial do Príncipe de Gales em Londres, a Clarence House, após a morte da rainha Isabel, a Rainha Mãe.
As crenças ambientais do príncipe Carlos foram refletidas em mudanças em Highgrove. Painéis solares foram instalados na fazenda e a casa é aquecida por uma caldeira de cavacos de madeira, além disso, os resíduos da casa são filtrados por um sistema de esgoto natural, e o uso de aerossóis foram proibidos na casa na década de 1980. As luzes de Highgrove foram desligadas para a Hora do Planeta em 2008.

## Parque e jardins
O Príncipe de Gales criou um jardim selvagem, um jardim formal e uma horta murada em Highgrove. Ele também plantou um grande número de árvores no terreno e detém a coleção nacional de faias do Conselho Nacional de Plantas e Jardins. As características individuais nos jardins incluem o Carpet Garden, Southern Hemisphere Garden, Walled Garden, Autumn Walk, Sundial Garden e um Woodland Garden com dois templos clássicos feitos de carvalho verde e um tronco. O príncipe Carlos descreveu seus esforços como representando “uma tentativa muito pequena de curar o terrível dano míope causado ao solo, à paisagem e às nossas próprias almas” e escreveu que “alguns podem não gostar, outros pode zombar que não está no ‘mundo real’ ou é apenas uma indulgência cara. Seja qual for o caso, minha esperança permanente é que aqueles que visitam o jardim possam encontrar algo para inspirá-los, excitá-los, fasciná-los ou acalmá-los”.
Em 1980, o príncipe foi especialmente atraído pelo Cedro do Líbano de Highgrove de 200 anos, a oeste da casa. Depois que a árvore doente teve que ser derrubada em 2007 por razões de segurança, um novo pavilhão de carvalho com torre semelhante a uma igreja foi construído sobre a base da árvore. O design orgânico de Mark Hoare tem uma moldura rústica em pedra de cavalariça de Cotswold.
O jardineiro chefe é Debs Goodenough, que em julho de 2008 substituiu David Howard. Carlos foi inicialmente auxiliado na criação dos jardins de Highgrove por Miriam Rothschild. Ele foi auxiliado por Lady Salisbury, que restaurou os jardins de Hatfield House, e Rosemary Verey.
Em 1985, a agricultura orgânica foi introduzida em três blocos de terra como parte de uma mudança para o que tem sido chamado de agricultura biologicamente sustentável ligada à conservação. A etapa para o status orgânico completo em toda a propriedade foi concluída em 1994.
Visitas pré-agendadas aos jardins estão disponíveis para indivíduos e grupos, entre abril e meados de outubro. Mais de 30.000 pessoas visitam os jardins anualmente.
Os jardins foram a fonte de inspiração para o compositor britânico Patrick Hawes quando lhe pediram para escrever uma peça musical para o aniversário de 60 anos do Príncipe de Gales em 2008. A peça resultante intitulada Goddess of the Woods (em portugês, Deusa dos Bosques) foi apresentada pela primeira vez no aniversário do príncipe no salão floral da Royal Opera House. Três outros movimentos se seguiram para criar a Highgrove Suite, cada uma representando diferentes áreas dos jardins de Highgrove, sendo estreada em Highgrove em 8 de junho de 2010 com a harpista Claire Jones e a orquestra Philharmonia.
O Sundial Garden foi o primeiro jardim em Highgrove a ser criado pelo Príncipe de Gales e anteriormente era conhecido como South Garden. É nomeado em homenagem ao relógio de pedra em seu centro, esculpido por Walter Crang, um presente de casamento para o Príncipe de Gales e Lady Diana do Duque de Beaufort e funcionários e jardineiros externos. O jardim está virado a sul e permaneceu praticamente inalterado desde a sua criação. O Sundial Garden foi originalmente plantado com rosas e foi brevemente plantado como um 'jardim em preto e branco'. O jardim está atualmente plantado com plantas herbáceas em rosa, azul e roxo, e cercado por uma grande sebe de teixo plantada no inverno de 1982.
Uma seção do jardim contém bustos de pessoas admiradas pelo Príncipe de Gales, incluindo Debo Devonshire, o compositor John Tavener, a naturalista Miriam Rothschild, a poetisa Kathleen Raine, a ativista Vandana Shiva e o bispo de Londres, Richard Chartres. Outras pessoas homenageadas por bustos no jardim incluem o ex-diretor do museu e historiador de arte que ajudou a projetar os jardins de Highgrove, Sir Roy Strong, e Léon Krier, que criou Poundbury, uma vila construída de acordo com os princípios arquitetônicos do Príncipe de Gales em Dorset.

Bustos do ex-proprietário de Highgrove, Maurice Macmillan, esculpido por Angela Conner, o explorador e confidente do Príncipe de Gales, Sir Laurens van der Post, esculpido por Frances Baruch, e o piloto e psiquiatra Alan McGlashan estão situados em Highgrove's Cottage Garden, em recessos em uma cerca viva de teixo. Um caminho de paralelepípedos de pedra deixa o Cottage Garden, antes de cercar um obelisco de pedra com a inscrição 'York, Weymouth e Bath', dado ao Príncipe de Gales em seu aniversário de 60 anos pelas faculdades de alvenaria de pedra.